# Campeonato Brasileiro de Futebol de 2011 - Série A
A Série A do Campeonato Brasileiro de Futebol de 2011 foi a 56.ª edição da principal divisão do futebol brasileiro. A disputa ocorreu entre 21 de maio e 4 de dezembro com o mesmo regulamento dos anos anteriores, quando foi implementado o sistema de pontos corridos.
Como principal novidade, os oito clássicos estaduais foram realizados na última rodada, além de demais clássicos envolvendo as equipes de São Paulo e Rio de Janeiro que ocorreram na penúltima rodada.
Dois clubes chegaram na última rodada com chances de vencer o campeonato: Corinthians e Vasco da Gama. O primeiro conquistou o quinto título ao empatar sem gols no Estádio do Pacaembu com o arquirrival Palmeiras. Ao mesmo tempo, no Estádio Engenhão, Vasco e Flamengo terminaram com o empate por 1–1.
Para a Copa Libertadores da América de 2012, foram classificados, além do campeão Corinthians, Vasco (como campeão da Copa do Brasil), Santos (como campeão da edição de 2011), Fluminense, Flamengo e Internacional, com os dois últimos iniciando a partir da primeira fase. São Paulo, Figueirense, Coritiba, Botafogo, Palmeiras, Grêmio, Atlético Goianiense e Bahia classificaram-se para a Copa Sul-Americana de 2012.
O rebaixamento começou a ser decidido na antepenúltima rodada. O Avaí foi o primeiro a cair à segunda divisão de 2012 ao ser derrotado pelo Vasco da Gama por 2–0, fora de casa. Na mesma rodada, o América Mineiro também não evitou a queda ao perder para o São Paulo no Morumbi, pelo placar de 3–1. Atlético Paranaense e Ceará completaram a relação de rebaixados na última rodada, o primeiro mesmo vencendo o rival Coritiba por 1–0 na Arena da Baixada, e o clube de Fortaleza ao perder para o Bahia por 2–1 em Salvador.
Foi o último Campeonato Brasileiro com mais de 1000 gols.

## Regulamento
A Série A foi disputada por 20 clubes em dois turnos. Em cada turno, todos os times jogaram entre si uma única vez. Os jogos do segundo turno foram realizados na mesma ordem do primeiro, apenas com o mando de campo invertido. Não há campeões por turnos, sendo declarado campeão brasileiro o time que obteve o maior número de pontos após as 38 rodadas.

### Critérios de desempate
Em caso de empate por pontos entre dois clubes, os critérios de desempate foram aplicados na seguinte ordem:
1. Número de vitórias
2. Saldo de gols
3. Gols marcados
4. Confronto direto
5. Número de cartões vermelhos
6. Número de cartões amarelos
7. Sorteio

## Participantes
| Equipe              | Cidade         | Estado | Em 2010      | Estádio (mando)                         | Capacidade           | Títulos                                                  |
| ------------------- | -------------- | ------ | ------------ | --------------------------------------- | -------------------- | -------------------------------------------------------- |
| América Mineiro     | Belo Horizonte | MG     | 4º (Série B) | Arena do Jacaré[a]                      | 18 000               | 0 (não possui)                                           |
| Atlético Goianiense | Goiânia        | GO     | 16º          | Serra Dourada                           | 50 049               | 0 (não possui)                                           |
| Atlético Mineiro    | Belo Horizonte | MG     | 13º          | Arena do Jacaré[a] Ipatingão[a]         | 18 000 20 500        | 2 (1937, 1971)                                           |
| Atlético Paranaense | Curitiba       | PR     | 5º           | Arena da Baixada                        | 25 180               | 1 (2001)                                                 |
| Avaí                | Florianópolis  | SC     | 15º          | Ressacada                               | 17 800               | 0 (não possui)                                           |
| Bahia               | Salvador       | BA     | 3º (Série B) | Pituaçu[b]                              | 32 157               | 2 (1959, 1988)                                           |
| Botafogo            | Rio de Janeiro | RJ     | 6º           | Engenhão                                | 44 000               | 2 (1968(1), 1995)                                        |
| Ceará               | Fortaleza      | CE     | 12º          | Presidente Vargas[c]                    | 20 600               | 0 (não possui)                                           |
| Corinthians         | São Paulo      | SP     | 3º           | Pacaembu                                | 37 952               | 4 (1990, 1998, 1999, 2005)                               |
| Coritiba            | Curitiba       | PR     | 1º (Série B) | Couto Pereira                           | 37 182               | 1 (1985)                                                 |
| Cruzeiro            | Belo Horizonte | MG     | 2º           | Arena do Jacaré[a] Parque do Sabiá[a]   | 18 000 50 000        | 2 (1966, 2003)                                           |
| Figueirense         | Florianópolis  | SC     | 2º (Série B) | Orlando Scarpelli                       | 19 069               | 0 (não possui)                                           |
| Flamengo            | Rio de Janeiro | RJ     | 14º          | Engenhão[d]                             | 44 000               | 5 (1980, 1982, 1983, 1992, 2009)                         |
| Fluminense          | Rio de Janeiro | RJ     | 1º           | Engenhão[d]                             | 44 000               | 3 (1970, 1984, 2010)                                     |
| Grêmio              | Porto Alegre   | RS     | 4º           | Olímpico                                | 45 000               | 2 (1981, 1996)                                           |
| Internacional       | Porto Alegre   | RS     | 7º           | Beira-Rio                               | 56 000               | 3 (1975, 1976, 1979)                                     |
| Palmeiras           | São Paulo      | SP     | 10º          | Pacaembu[e] Canindé[e] Arena Barueri[e] | 37 952 21 004 32 000 | 8 (1960, 1967(1), 1967(2), 1969, 1972, 1973, 1993, 1994) |
| Santos              | Santos         | SP     | 8º           | Vila Belmiro Pacaembu                   | 21 256 37 952        | 8 (1961, 1962, 1963, 1964, 1965, 1968(2), 2002, 2004)    |
| São Paulo           | São Paulo      | SP     | 9º           | Morumbi                                 | 67 428               | 6 (1977, 1986, 1991, 2006, 2007, 2008)                   |
| Vasco da Gama       | Rio de Janeiro | RJ     | 11º          | São Januário                            | 24 585               | 4 (1974, 1989, 1997, 2000)                               |

- a. ^  O Estádio Mineirão estava fechado para reformas visando à Copa do Mundo FIFA de 2014, e o Estádio Independência, que também passava por obras, estava indisponível.[12]
- b. ^  O Estádio Fonte Nova foi demolido e no lugar estava sendo construída a Arena Fonte Nova visando à Copa do Mundo FIFA de 2014. O Bahia mandou seus jogos no Estádio de Pituaçu.[13]
- c. ^  O Estádio Castelão estava fechado para reformas visando à Copa do Mundo FIFA de 2014. O Ceará mandou seus jogos no Estádio Presidente Vargas.[14]
- d. ^  O Estádio do Maracanã estava fechado para reformas visando à Copa do Mundo FIFA de 2014. Flamengo e Fluminense mandaram seus jogos no Estádio Engenhão.[15]
- e. ^  O Estádio Palestra Itália foi demolido e no lugar estava sendo construído o Allianz Parque. O Palmeiras mandou seus jogos nos estádios do Pacaembu e Canindé.[16]

## Classificação
| Pos. | Equipes             | P  | J  | V  | E  | D  | GP | GC | SG  | %  | M       | Classificação ou rebaixamento              |
| ---- | ------------------- | -- | -- | -- | -- | -- | -- | -- | --- | -- | ------- | ------------------------------------------ |
| 1    | Corinthians         | 71 | 38 | 21 | 8  | 9  | 53 | 36 | +17 | 62 | Estável | Segunda fase da Copa Libertadores de 20121 |
| 2    | Vasco da Gama       | 69 | 38 | 19 | 12 | 7  | 57 | 40 | +17 | 60 | Estável | Segunda fase da Copa Libertadores de 20121 |
| 3    | Fluminense          | 63 | 38 | 20 | 3  | 15 | 60 | 51 | +9  | 55 | Estável | Segunda fase da Copa Libertadores de 20121 |
| 4    | Flamengo            | 61 | 38 | 15 | 16 | 7  | 59 | 47 | +12 | 53 | Estável | Primeira fase da Copa Libertadores de 2012 |
| 5    | Internacional       | 60 | 38 | 16 | 12 | 10 | 57 | 43 | +14 | 52 | 1       | Primeira fase da Copa Libertadores de 2012 |
| 6    | São Paulo           | 59 | 38 | 16 | 11 | 11 | 57 | 46 | +11 | 52 | 2       | Copa Sul-Americana de 2012                 |
| 7    | Figueirense         | 58 | 38 | 15 | 13 | 10 | 46 | 45 | +1  | 51 | Estável | Copa Sul-Americana de 2012                 |
| 8    | Coritiba            | 57 | 38 | 16 | 9  | 13 | 57 | 41 | +16 | 50 | 3       | Copa Sul-Americana de 2012                 |
| 9    | Botafogo            | 56 | 38 | 16 | 8  | 14 | 52 | 49 | +3  | 49 | Estável | Copa Sul-Americana de 2012                 |
| 10   | Santos              | 53 | 38 | 15 | 8  | 15 | 55 | 55 | 0   | 46 | Estável | Segunda fase da Copa Libertadores de 20121 |
| 11   | Palmeiras           | 50 | 38 | 11 | 17 | 10 | 43 | 39 | +4  | 44 | Estável | Copa Sul-Americana de 2012                 |
| 12   | Grêmio              | 48 | 38 | 13 | 9  | 16 | 49 | 57 | -8  | 42 | Estável | Copa Sul-Americana de 2012                 |
| 13   | Atlético Goianiense | 48 | 38 | 12 | 12 | 14 | 50 | 45 | +5  | 42 | 1       | Copa Sul-Americana de 2012                 |
| 14   | Bahia               | 46 | 38 | 11 | 13 | 14 | 43 | 49 | -6  | 40 | 1       | Copa Sul-Americana de 2012                 |
| 15   | Atlético Mineiro    | 45 | 38 | 13 | 6  | 19 | 50 | 60 | -10 | 39 | 2       |                                            |
| 16   | Cruzeiro            | 43 | 38 | 11 | 10 | 17 | 48 | 51 | -3  | 37 | Estável |                                            |
| 17   | Atlético Paranaense | 41 | 38 | 10 | 11 | 17 | 38 | 55 | -17 | 36 | 1       | Rebaixados à Série B de 2012               |
| 18   | Ceará               | 39 | 38 | 10 | 9  | 19 | 47 | 64 | -17 | 34 | 1       | Rebaixados à Série B de 2012               |
| 19   | América Mineiro     | 37 | 38 | 8  | 13 | 17 | 51 | 69 | -18 | 32 | Estável | Rebaixados à Série B de 2012               |
| 20   | Avaí                | 31 | 38 | 7  | 10 | 21 | 45 | 75 | -30 | 27 | Estável | Rebaixados à Série B de 2012               |

1Santos e Vasco da Gama tinham vaga garantida na Copa Libertadores de 2012 por serem campeões da Copa Libertadores 2011 e Copa do Brasil de 2011,  respectivamente.

## Confrontos
|               | AMM | ATG | ATM | ATP | AVA | BAH | BOT | CEA | COR | CTB | CRU | FIG | FLA | FLU | GRE | INT | PAL | SAN | SPA | VAS |
| ------------- | --- | --- | --- | --- | --- | --- | --- | --- | --- | --- | --- | --- | --- | --- | --- | --- | --- | --- | --- | --- |
| América-MG    | —   | 1–2 | 0–0 | 2–1 | 2–2 | 2–1 | 2–1 | 4–1 | 2–1 | 1–3 | 1–1 | 0–0 | 2–3 | 3–0 | 2–2 | 2–4 | 1–1 | 1–2 | 1–1 | 4–1 |
| Atlético-GO   | 5–1 | —   | 1–0 | 0–3 | 0–1 | 0–1 | 2–0 | 4–1 | 0–1 | 3–1 | 2–0 | 1–1 | 0–0 | 0–1 | 1–0 | 0–1 | 1–1 | 2–0 | 3–0 | 0–1 |
| Atlético-MG   | 2–0 | 2–2 | —   | 3–0 | 2–0 | 2–0 | 4–0 | 1–1 | 2–3 | 2–1 | 1–2 | 1–2 | 1–1 | 1–0 | 2–0 | 0–4 | 2–1 | 2–1 | 0–1 | 1–2 |
| Atlético-PR   | 2–2 | 2–1 | 0–1 | —   | 0–0 | 0–2 | 2–1 | 1–0 | 1–1 | 1–0 | 2–1 | 0–0 | 1–1 | 1–1 | 0–1 | 2–0 | 2–2 | 3–2 | 1–0 | 2–2 |
| Avaí          | 2–2 | 2–2 | 1–3 | 3–0 | —   | 2–2 | 3–2 | 1–2 | 3–2 | 0–0 | 0–0 | 1–1 | 3–2 | 0–1 | 1–2 | 1–3 | 1–1 | 1–2 | 1–2 | 0–2 |
| Bahia         | 0–0 | 2–1 | 1–1 | 1–0 | 3–2 | —   | 1–1 | 2–1 | 0–1 | 0–0 | 0–0 | 3–1 | 3–3 | 3–0 | 1–2 | 1–1 | 0–2 | 1–2 | 4–3 | 0–2 |
| Botafogo      | 4–2 | 1–1 | 3–1 | 2–0 | 2–1 | 2–2 | —   | 4–0 | 0–2 | 3–1 | 1–0 | 0–1 | 1–1 | 1–1 | 2–1 | 1–2 | 3–1 | 1–0 | 2–2 | 4–0 |
| Ceará         | 4–0 | 1–1 | 3–0 | 2–1 | 0–3 | 3–0 | 2–2 | —   | 0–1 | 3–2 | 2–2 | 1–1 | 0–1 | 1–2 | 3–0 | 1–1 | 2–0 | 2–3 | 0–2 | 1–3 |
| Corinthians   | 2–1 | 3–0 | 2–1 | 2–1 | 2–1 | 1–0 | 0–2 | 2–2 | —   | 2–1 | 0–1 | 0–2 | 2–1 | 2–0 | 3–2 | 1–0 | 0–0 | 1–3 | 5–0 | 2–1 |
| Coritiba      | 3–1 | 0–1 | 3–0 | 1–1 | 1–0 | 0–0 | 5–0 | 3–1 | 1–0 | —   | 2–1 | 3–0 | 2–0 | 3–1 | 2–0 | 1–1 | 1–1 | 1–0 | 3–4 | 5–1 |
| Cruzeiro      | 0–0 | 3–2 | 6–1 | 1–1 | 5–0 | 2–1 | 0–1 | 1–0 | 0–1 | 2–1 | —   | 2–4 | 0–1 | 1–2 | 2–0 | 1–0 | 1–1 | 1–1 | 3–3 | 0–3 |
| Figueirense   | 2–1 | 2–0 | 2–1 | 2–0 | 2–3 | 2–1 | 2–0 | 1–1 | 0–1 | 0–0 | 1–0 | —   | 2–2 | 0–4 | 0–0 | 1–1 | 0–1 | 2–1 | 1–2 | 1–1 |
| Flamengo      | 2–1 | 1–4 | 4–1 | 1–2 | 4–0 | 1–3 | 0–0 | 1–1 | 1–1 | 1–0 | 5–1 | 0–0 | —   | 3–2 | 2–0 | 1–0 | 1–1 | 1–1 | 1–0 | 0–0 |
| Fluminense    | 1–2 | 3–2 | 0–2 | 3–1 | 3–1 | 0–1 | 1–2 | 4–0 | 1–0 | 3–1 | 2–1 | 3–0 | 0–1 | —   | 5–4 | 2–0 | 1–0 | 3–2 | 0–2 | 1–2 |
| Grêmio        | 1–1 | 2–2 | 2–2 | 4–0 | 2–2 | 2–0 | 0–1 | 1–3 | 1–2 | 2–0 | 2–0 | 1–3 | 4–2 | 2–1 | —   | 2–1 | 2–2 | 1–0 | 1–0 | 1–1 |
| Internacional | 4–2 | 0–0 | 2–1 | 1–0 | 4–2 | 1–0 | 1–0 | 0–1 | 1–1 | 1–1 | 3–2 | 4–1 | 2–2 | 1–2 | 1–0 | —   | 2–2 | 3–3 | 0–3 | 3–0 |
| Palmeiras     | 1–1 | 2–0 | 3–2 | 1–0 | 5–0 | 1–1 | 1–0 | 1–0 | 2–1 | 0–2 | 1–1 | 1–2 | 0–0 | 1–2 | 0–0 | 0–3 | —   | 3–0 | 1–0 | 1–1 |
| Santos        | 1–0 | 1–1 | 2–1 | 4–1 | 3–1 | 1–1 | 2–0 | 1–0 | 0–0 | 2–3 | 1–0 | 2–3 | 4–5 | 2–1 | 0–1 | 1–1 | 1–0 | —   | 1–1 | 2–0 |
| São Paulo     | 3–1 | 2–2 | 2–1 | 2–2 | 2–0 | 3–0 | 0–2 | 4–0 | 0–0 | 0–0 | 2–1 | 1–0 | 1–2 | 1–2 | 3–1 | 0–0 | 1–1 | 4–1 | —   | 0–2 |
| Vasco da Gama | 3–0 | 1–1 | 2–0 | 2–1 | 2–0 | 1–1 | 2–0 | 3–1 | 2–2 | 2–0 | 0–3 | 1–1 | 1–1 | 1–1 | 4–0 | 2–0 | 1–0 | 2–0 | 0–0 | —   |

| Vitória do mandante; Vitória do visitante; Empate. | Em negrito os jogos "clássicos". |

## Desempenho por rodada
Clubes que lideraram o campeonato ao final de cada rodada:
| Rodadas | Rodadas | Rodadas | Rodadas | Rodadas | Rodadas | Rodadas | Rodadas | Rodadas | Rodadas | Rodadas | Rodadas | Rodadas | Rodadas | Rodadas | Rodadas | Rodadas | Rodadas | Rodadas | Rodadas | Rodadas | Rodadas | Rodadas | Rodadas | Rodadas | Rodadas | Rodadas | Rodadas | Rodadas | Rodadas | Rodadas | Rodadas | Rodadas | Rodadas | Rodadas | Rodadas | Rodadas | Rodadas | Rodadas |
| ------- | ------- | ------- | ------- | ------- | ------- | ------- | ------- | ------- | ------- | ------- | ------- | ------- | ------- | ------- | ------- | ------- | ------- | ------- | ------- | ------- | ------- | ------- | ------- | ------- | ------- | ------- | ------- | ------- | ------- | ------- | ------- | ------- | ------- | ------- | ------- | ------- | ------- | ------- |
| 1       | 2       | 2       | 3       | 4       | 5       | 6       | 7       | 8       | 9       | 10      | 11      | 12      | 13      | 14      | 15      | 16      | 17      | 18      | 19      | 20      | 21      | 22      | 23      | 24      | 25      | 26      | 27      | 28      | 29      | 30      | 31      | 32      | 33      | 34      | 35      | 36      | 37      | 38      |
| FLA     | ATM     | VAS     | SPA     | SPA     | SPA     | SPA     | COR     | COR     | COR     | COR     | COR     | COR     | COR     | COR     | COR     | COR     | COR     | COR     | COR     | COR     | COR     | COR     | COR     | VAS     | VAS     | VAS     | VAS     | COR     | COR     | COR     | VAS     | COR     | COR     | COR     | COR     | COR     | COR     | COR     |

Clubes que ficaram na última posição do campeonato ao final de cada rodada:
| Rodadas | Rodadas | Rodadas | Rodadas | Rodadas | Rodadas | Rodadas | Rodadas | Rodadas | Rodadas | Rodadas | Rodadas | Rodadas | Rodadas | Rodadas | Rodadas | Rodadas | Rodadas | Rodadas | Rodadas | Rodadas | Rodadas | Rodadas | Rodadas | Rodadas | Rodadas | Rodadas | Rodadas | Rodadas | Rodadas | Rodadas | Rodadas | Rodadas | Rodadas | Rodadas | Rodadas | Rodadas | Rodadas |
| ------- | ------- | ------- | ------- | ------- | ------- | ------- | ------- | ------- | ------- | ------- | ------- | ------- | ------- | ------- | ------- | ------- | ------- | ------- | ------- | ------- | ------- | ------- | ------- | ------- | ------- | ------- | ------- | ------- | ------- | ------- | ------- | ------- | ------- | ------- | ------- | ------- | ------- |
| 1       | 2       | 3       | 4       | 5       | 6       | 7       | 8       | 9       | 10      | 11      | 12      | 13      | 14      | 15      | 16      | 17      | 18      | 19      | 20      | 21      | 22      | 23      | 24      | 25      | 26      | 27      | 28      | 29      | 30      | 31      | 32      | 33      | 34      | 35      | 36      | 37      | 38      |
| AVA     | AVA     | AVA     | AVA     | AVA     | AVA     | ATP     | ATP     | ATP     | ATP     | ATP     | ATP     | AMM     | AMM     | AMM     | AMM     | AMM     | AMM     | AMM     | AMM     | AMM     | AMM     | AMM     | AMM     | AMM     | AMM     | AMM     | AMM     | AMM     | AMM     | AMM     | AMM     | AMM     | AVA     | AVA     | AVA     | AVA     | AVA     |

## Artilharia
| Gols | Jogador           | Time            |
| ---- | ----------------- | --------------- |
| 23   | Borges            | Santos          |
| 22   | Fred              | Fluminense      |
| 15   | Deivid            | Flamengo        |
| 14   | Leandro Damião    | Internacional   |
| 14   | Ronaldinho Gaúcho | Flamengo        |
| 14   | William           | Avaí            |
| 13   | Kempes            | América Mineiro |
| 13   | Loco Abreu        | Botafogo        |
| 13   | Neymar            | Santos          |

### Hat-tricks
| Jogador         | Clube         | Adversário          | Placar | Data           | Ref.   |
| --------------- | ------------- | ------------------- | ------ | -------------- | ------ |
| Anderson Aquino | Coritiba      | Vasco da Gama       | 5–1    | 5 de junho     | [ 18 ] |
| Liedson         | Corinthians   | São Paulo           | 5–0    | 26 de junho    | [ 19 ] |
| Ronaldinho      | Flamengo      | Santos              | 5–4    | 27 de julho    | [ 20 ] |
| André Lima      | Grêmio        | Atlético Paranaense | 4–0    | 4 de setembro  | [ 21 ] |
| Leandro Damião  | Internacional | Palmeiras           | 3–0    | 11 de setembro | [ 22 ] |
| Diego Souza     | Vasco da Gama | Cruzeiro            | 3–0    | 25 de setembro | [ 23 ] |
| Fred            | Fluminense    | Coritiba            | 3–1    | 13 de outubro  | [ 24 ] |
| Thiago Neves    | Flamengo      | Cruzeiro            | 5–1    | 6 de novembro  | [ 25 ] |
| Felipe Azevedo  | Ceará         | Grêmio              | 3–1    | 19 de novembro | [ 26 ] |
| Fred            | Fluminense    | Figueirense         | 4–0    | 20 de novembro | [ 27 ] |

### Poker-tricks
| Jogador | Clube      | Adversário          | Placar | Data           | Ref.   |
| ------- | ---------- | ------------------- | ------ | -------------- | ------ |
| Neymar  | Santos     | Atlético Paranaense | 4–1    | 29 de outubro  | [ 28 ] |
| Fred    | Fluminense | Grêmio              | 5–4    | 16 de novembro | [ 29 ] |

## Maiores públicos
Esses são os dez maiores públicos do Campeonato:
| Nº | Público[PP] | Mandante            | Placar | Visitante        | Estádio       | Data           | Rodada |
| -- | ----------- | ------------------- | ------ | ---------------- | ------------- | -------------- | ------ |
| 1  | 63 871      | São Paulo           | 1–2    | Flamengo         | Morumbi       | 2 de outubro   | 27ª    |
| 2  | 60 514      | São Paulo           | 2–1    | Atlético Mineiro | Morumbi       | 7 de setembro  | 22ª    |
| 3  | 44 950      | São Paulo           | 0–0    | Corinthians      | Morumbi       | 21 de setembro | 25ª    |
| 4  | 42 000      | Flamengo            | 1–1    | Corinthians      | Engenhão      | 5 de junho     | 3ª     |
| 4  | 42 000      | Botafogo            | 4–0    | Ceará            | Engenhão      | 7 de setembro  | 22ª    |
| 6  | 40 232      | Fluminense          | 1–2    | América Mineiro  | Engenhão      | 12 de novembro | 34ª    |
| 7  | 40 004      | Vasco da Gama       | 1–1    | Flamengo         | Engenhão      | 4 de dezembro  | 38ª    |
| 8  | 39 842      | Flamengo            | 5–1    | Cruzeiro         | Engenhão      | 6 de novembro  | 33ª    |
| 9  | 39 647      | Grêmio              | 4–2    | Flamengo         | Olímpico      | 30 de outubro  | 32ª    |
| 10 | 37 828      | Atlético Goianiense | 0–0    | Flamengo         | Serra Dourada | 20 de novembro | 36ª    |

- PP. ^ Considera-se apenas o público pagante

## Menores públicos
Esses são os dez menores públicos do Campeonato:[carece de fontes?]
| Nº | Público[PP] | Mandante            | Placar | Visitante           | Estádio         | Data           | Rodada |
| -- | ----------- | ------------------- | ------ | ------------------- | --------------- | -------------- | ------ |
| 1  | 632         | América Mineiro     | 1–3    | Coritiba            | Arena do Jacaré | 31 de julho    | 13ª    |
| 2  | 734         | América Mineiro     | 2–2    | Avaí                | Arena do Jacaré | 10 de setembro | 23ª    |
| 3  | 750         | América Mineiro     | 0–0    | Atlético Mineiro    | Arena do Jacaré | 8 de outubro   | 28ª    |
| 4  | 752         | América Mineiro     | 0–0    | Figueirense         | Arena do Jacaré | 23 de julho    | 11ª    |
| 5  | 829         | América Mineiro     | 2–2    | Grêmio              | Arena do Jacaré | 22 de outubro  | 31ª    |
| 6  | 939         | América Mineiro     | 4–1    | Ceará               | Arena do Jacaré | 12 de outubro  | 29ª    |
| 7  | 1 253       | América Mineiro     | 2–1    | Bahia               | Arena do Jacaré | 22 de maio     | 1ª     |
| 8  | 1 256       | América Mineiro     | 1–2    | Atlético Goianiense | Arena do Jacaré | 27 de agosto   | 19ª    |
| 9  | 1 503       | América Mineiro     | 1–1    | Palmeiras           | Arena do Jacaré | 7 de julho     | 8ª     |
| 10 | 2 140       | Atlético Goianiense | 4–1    | Ceará               | Serra Dourada   | 12 de junho    | 4ª     |

- PP. ^ Considera-se apenas o público pagante

## Média de público
Essas são as médias de público do Campeonato. Considera-se apenas os jogos da equipe como mandante:
| 1. Corinthians – 29.328 2. Bahia – 22.741 3. São Paulo – 21.958 4. Flamengo – 20.117 5. Internacional – 18.187 6. Coritiba – 17.894 7. Vasco da Gama – 16.889 8. Grêmio – 16.125 9. Botafogo – 15.979 10. Fluminense – 14.754 | 1. Atlético Paranaense – 14.115 2. Atlético Mineiro – 14.100 3. Ceará – 13.449 4. Palmeiras – 12.692 5. Figueirense – 11.625 6. Cruzeiro – 10.376 7. Atlético Goianiense – 9.497 8. Santos – 8.892 9. Avaí – 6.784 10. América Mineiro – 4.756 |

## Mudança de técnicos
| Clube         | Antecessor             | Motivo                   | Data           | Última partida              | Rod | Pos | Sucessor                  | Ref.          |
| ------------- | ---------------------- | ------------------------ | -------------- | --------------------------- | --- | --- | ------------------------- | ------------- |
| Avaí          | Silas                  | Contratado pelo Al-Arabi | 8 de junho     | Santos 3–1 Avaí             | 3ª  | 20º | Alexandre Gallo           | [ 31 ]        |
| Cruzeiro      | Cuca                   | Demitido                 | 19 de junho    | América-MG 1–1 Cruzeiro     | 5ª  | 18º | Joel Santana              | [ 32 ]        |
| Atlético-PR   | Adílson Batista        | Resignado                | 25 de junho    | Atlético-PR 0–2 Bahia       | 6ª  | 19º | Renato Gaúcho             | [ 33 ] [ 34 ] |
| Grêmio        | Renato Gaúcho          | Resignado                | 30 de junho    | Grêmio 2–2 Avaí             | 7ª  | 12º | Julinho Camargo           | [ 35 ] [ 36 ] |
| São Paulo     | Paulo César Carpegiani | Resignado                | 7 de julho     | Flamengo 1–0 São Paulo      | 8ª  | 3º  | Adílson Batista[a1]       | [ 37 ] [ 38 ] |
| América-MG    | Mauro Fernandes        | Resignado                | 11 de julho    | Atlético-MG 2–0 América-MG  | 9ª  | 18º | Antônio Lopes             | [ 39 ] [ 40 ] |
| Internacional | Paulo Roberto Falcão   | Demitido                 | 18 de julho    | Internacional 0–3 São Paulo | 10ª | 8º  | Dorival Júnior[a2]        | [ 41 ] [ 42 ] |
| Atlético-GO   | Paulo César Gusmão     | Resignado                | 21 de julho    | Atlético-GO 0–1 Avaí        | 10ª | 17º | Hélio dos Anjos[a3]       | [ 43 ] [ 44 ] |
| América-MG    | Antônio Lopes          | Resignado                | 1 de agosto    | América-MG 1–3 Coritiba     | 13ª | 20º | Givanildo Oliveira        | [ 45 ]        |
| Grêmio        | Julinho Camargo        | Demitido                 | 4 de agosto    | Grêmio 2–2 Atlético-MG      | 14ª | 15º | Celso Roth                | [ 46 ] [ 47 ] |
| Atlético-MG   | Dorival Júnior         | Demitido                 | 7 de agosto    | Atlético-MG 1–2 Figueirense | 15ª | 13º | Cuca                      | [ 48 ]        |
| Avaí          | Alexandre Gallo        | Demitido                 | 18 de agosto   | Avaí 0–2 Vasco              | 17ª | 19º | Toninho Cecílio           | [ 49 ] [ 50 ] |
| Atlético-PR   | Renato Gaúcho          | Resignado                | 1 de setembro  | Atlético-PR 0–1 Atlético-MG | 20ª | 19º | Antônio Lopes             | [ 51 ] [ 52 ] |
| Cruzeiro      | Joel Santana           | Demitido                 | 2 de setembro  | Cruzeiro 2–4 Figueirense    | 20ª | 11º | Emerson Ávila             | [ 53 ]        |
| Bahia         | René Simões            | Demitido                 | 2 de setembro  | Bahia 0–0 América-MG        | 20ª | 16º | Joel Santana              | [ 54 ] [ 55 ] |
| Ceará         | Vágner Mancini         | Demitido                 | 11 de setembro | Ceará 1–1 Atlético-GO       | 23ª | 15º | Estevam Soares            | [ 56 ] [ 57 ] |
| Cruzeiro      | Emerson Ávila          | Demitido                 | 26 de setembro | Cruzeiro 0–3 Vasco          | 26ª | 16º | Vágner Mancini            | [ 58 ]        |
| São Paulo     | Adílson Batista        | Demitido                 | 16 de outubro  | Atlético-GO 3–0 São Paulo   | 30ª | 6º  | Emerson Leão[a1]          | [ 59 ]        |
| Ceará         | Estevam Soares         | Demitido                 | 23 de outubro  | Atlético-PR 1–0 Ceará       | 31ª | 17º | Dimas Filgueiras          | [ 60 ]        |
| Avaí          | Toninho Cecílio        | Demitido                 | 14 de novembro | São Paulo 2–0 Avaí          | 34ª | 20º | Edson Neguinho (interino) | [ 61 ]        |
| Botafogo      | Caio Júnior            | Demitido                 | 17 de novembro | América-MG 2–1 Botafogo     | 35ª | 5º  | Flávio Tenius (interino)  | [ 62 ]        |

- A1 ^ Milton Cruz dirigiu o time interinamente na 9ª, 10ª rodada e 31ª rodada.
- A2 ^ Osmar Loss dirigiu o time interinamente entre a 11ª e a 16ª rodada.
- A3 ^ Jairo Araújo dirigiu o time interinamente entre a 11ª e a 16ª rodada.

Ricardo Gomes, técnico do Vasco da Gama, sofreu um problema de saúde (acidente vascular cerebral) na 19ª rodada, durante a partida contra o Flamengo e a partir de então o time foi dirigido pelo interino Cristóvão Borges. Gomes continuou em contrato com o clube.

## Premiação
| Campeonato Brasileiro de Futebol de 2011            |
| --------------------------------------------------- |
| Sport Club Corinthians Paulista Campeão (5° título) |